# 小行星9997
小行星9997（9997 COBE）是一颗绕太阳运转的小行星，为主小行星带小行星。该小行星于1971年3月25日发现。以宇宙背景探測者的英文縮寫COBE命名。

## 轨道参数
小行星9997的轨道半长轴为2.5457699 UA，离心率为0.114。